# Oxira latimacula
Oxira latimacula är en fjärilsart som beskrevs av Igor Kozhanchikov 1937. Oxira latimacula ingår i släktet Oxira och familjen nattflyn. Inga underarter finns listade i Catalogue of Life.